# Polinyà de Xúquer
Polinyà de Xúquer è un comune spagnolo di 2 244 abitanti situato nella comunità autonoma Valenciana.